# Sixeonotus insignis
Sixeonotus insignis är en insektsart som beskrevs av Reuter 1876. Sixeonotus insignis ingår i släktet Sixeonotus och familjen ängsskinnbaggar. Inga underarter finns listade i Catalogue of Life.